# Гибсонтон (Флорида)
Гибсонтон (англ. Gibsonton) — статистически обособленная местность, расположенная в округе Хилсборо (штат Флорида, США) с населением в 8752 человека по статистическим данным переписи 2000 года.

## География
По данным Бюро переписи населения США статистически обособленная местность Гибсонтон имеет общую площадь в 35,48 квадратных километров, из которых 33,41 кв. километров занимает земля и 2,07 кв. километров — вода. Площадь водных ресурсов округа составляет 5,83 % от всей его площади.
Статистически обособленная местность Гибсонтон расположена на высоте 2 м над уровнем моря.

## Демография
| Год переписи        | Нас. |  | %±    |
| ------------------- | ---- |  | ----- |
| 1990                | 7706 |  | —     |
| 2000                | 8752 |  | 13,6% |
| 1990–2000 Источник: |      |  |       |

По данным переписи населения 2000 года в Гибсонтонe проживало 8752 человека, 2193 семьи, насчитывалось 3112 домашних хозяйств и 3468 жилых домов. Средняя плотность населения составляла около 246,67 человека на один квадратный километр. Расовый состав населённого пункта распределился следующим образом: 88,69 % белых, 1,36 % — чёрных или афроамериканцев, 0,94 % — коренных американцев, 0,72 % — азиатов, 0,03 % — выходцев с тихоокеанских островов, 1,59 % — представителей смешанных рас, 6,67 % — других народностей. Испаноговорящие составили 18,01 % от всех жителей статистически обособленной местности.
Из 3112 домашних хозяйств в 36,7 % воспитывали детей в возрасте до 18 лет, 47,9 % представляли собой совместно проживающие супружеские пары, в 14,4 % семей женщины проживали без мужей, 29,5 % не имели семей. 20,2 % от общего числа семей на момент переписи жили самостоятельно, при этом 6,5 % составили одинокие пожилые люди в возрасте 65 лет и старше. Средний размер домашнего хозяйства составил 2,80 человек, а средний размер семьи — 3,18 человек.
Население статистически обособленной местности по возрастному диапазону по данным переписи 2000 года распределилось следующим образом: 29,7 % — жители младше 18 лет, 9,8 % — между 18 и 24 годами, 30,7 % — от 25 до 44 лет, 21,0 % — от 45 до 64 лет и 8,7 % — в возрасте 65 лет и старше. Средний возраст жителей составил 32 года. На каждые 100 женщин в Гибсонтонe приходилось 106,1 мужчин, при этом на каждые сто женщин 18 лет и старше приходилось 105,0 мужчин также старше 18 лет.
Средний доход на одно домашнее хозяйство статистически обособленной местности составил 34 000 долларов США, а средний доход на одну семью — 36 067 долларов. При этом мужчины имели средний доход в 27 457 долларов США в год против 21 826 долларов среднегодового дохода у женщин. Доход на душу населения статистически обособленной местности составил 34 000 долларов в год. 16,0 % от всего числа семей в населённом пункте и 18,3 % от всей численности населения находилось на момент переписи населения за чертой бедности, при этом 24,8 % из них были моложе 18 лет и 11,7 % — в возрасте 65 лет и старше.